# Шигалеевская волость
Шигалеевская волость — административная единица в составе Свияжского уезда Казанской губернии. Волость существовала до 1781 года.

## История
По сведениям 1638 года в волость входили селения Арябаш, Текашево, Стар. Шигалей, Буяново, Кизляр, Шихмурзино, Нов. Ишер, Нов. Нешенарово, Янбулатово .
По данным II ревизии 1747 г., в волости числились населённые пункты:
| Название        | Совр. название                                          | Совр. расположение |
| --------------- | ------------------------------------------------------- | ------------------ |
| Старые Козыли   | Старые Козыльяры                                        | Урмарский          |
| Тегешева        | Тегешево                                                | Урмарский          |
| Полевые Козыли  | Полевые Козыльяры                                       | Яльчикский         |
| Старые Шигали   | Шигали                                                  | Урмарский          |
| Кильдишева      | Кильдюшево                                              | Яльчикский         |
| Житница         | Норваш-Шигали                                           | Батыревский        |
| Янбулатова      | Ямбулатово                                              | Янтиковский        |
| Старые Шимкусы  | Шимкусы                                                 | Янтиковский        |
| Новые Шимкусы   | Новые Шимкусы                                           | Яльчикский         |
| Старые Арябаши  | Арабоси                                                 | Урмарский          |
| Степные Арябаши | Первомайское                                            | Батыревский        |
| Буянова         | Буяново                                                 | Янтиковский        |
| Нищары          | Нижарово                                                | Янтиковский        |
| Яштерякова      | Новое Ищтеряково                                        | Яльчикский         |
| Янбахтина       | Ямбахтино                                               | Вурнарский         |
| Чюрина          | Новое Чурино                                            | Яльчикский         |
| Мячкова         | Мачисова (ныне не существует, в составе Малды-Питикасы) | Канашский          |
| Каранга         |                                                         |                    |